# Vườn quốc gia đảo Fitzroy
Vườn quốc gia đảo Fitzroy là khu bảo tồn nằm trên đảo Fitzroy, thuộc vùng Viễn Bắc Queensland, Queensland, Úc, được thành lập năm 1939. Đảo Fitzroy (còn gọi là Koba hoặc Gabar), là một hòn đảo lục địa cách Cairns trên đất liền 22 km về phía đông.
Dân tộc thổ dân cư ngụ trên đảo này là Kobaburra (hoặc Gaba:ra) họ nói ngôn ngữ thuộc nhóm Gungganyji.
Là một Vườn Quốc gia Queensland, các nguồn tài nguyên tự nhiên và văn hoá của Đảo được bảo vệ bởi Đạo luật Bảo tồn Thiên nhiên 1992 và phần lớn hòn đảo này do đó không mở cửa đối với du khách. Hầu hết du khách đến phía tây của hòn đảo, nơi họ có thể tìm thấy bến tàu, khu nghỉ mát và lặn biển tốt nhất.